# Avenida Foch
La Avenida Foch (en francés: Avenue Foch) es una avenida parisina situada en el Distrito 16 de la ciudad. Concluye en la puerta Dauphine y es una de las doce avenidas que salen de la Plaza Charles de Gaulle. Con sus 120 metros de anchura es la avenida más ancha de la capital francesa. Adornada por grandes jardines, conserva aún un tramo no asfaltado, usado en su momento para poder alcanzar el bosque de Boulogne a caballo. Es una de las más míticas y conocidas avenidas donde residen miembros de la alta sociedad parsina.

## Historia
Abierta en 1854, fue inicialmente llamada "avenida de la Emperatriz" (Avenue de l'Impératrice) en homenaje a Eugenia de Montijo, esposa de Napoleón III. Tras la caída del Segundo Imperio recibió, brevemente, el nombre de "Avenida del General Uhrich" (Avenue du Général-Uhrich) y finalmente en 1875 se la designó "avenida del Bosque de Boulogne" (Avenue du Bois-de-Boulogne). No fue hasta 1929 que se le otorgó su nombre actual en honor a Ferdinand Foch, mariscal de Francia.
El 5 de marzo de 1984, el productor de cine y editor Gérard Lebovici fue asesinado en un aparcamiento de la avenida.

## Lugares de interés

### Monumentos
Entre los monumentos que se encuentran en la avenida están el monumento dedicado a Jean-Charles Alphand obra de Aimé-Jules Dalou y realizado en 1899 y el monumento dedicado al mariscal Jean de Lattre de Tassigny.

### Edificios destacables
La avenida es rica en edificios históricos, especialmente en hoteles particulares, aunque muchos de estos han sido demolidos para construir inmuebles más modernos. Entre los que aún se conservan están:
- El Hotel de Breteul (situado en el n.º 12) y construido por Ernest Sanson en 1902, por encargo de  Henry Le Tonnelier de Breteuil.
- El Hotel Ephrussi de Rothschild  (n.º 19). Fue la residencia del banquero Maurice Ephrussi (1849-1916) y de su mujer. En la actualidad acoge la residencia del embajador de Angola en Francia.
- El Hotel Blumenthal, también llamado Hotel de Montmorency (n.º 34). Fue construido en 1900 por Henri-Paul Nénot.

Entre los destruidos están:
- El Hotel de Paul Lebaudy (n.º 15).
- El Hôtel de Yturbe (n.º 30). Construido por Manuel de Yturbe y del Villar, fue vendido a Simon I. Patiño tras la guerra del 39.
- El Palacio Rosa (nº40) construido por Ernest Sanson.
- El Palacio de Thomas W. Evans, (n.º 43). Construido en 1847, fue derruido en 1906.